# Улица Ильича (Владимир)
Улица Ильича — улица в историческом центре города Владимир. Проходит от 2-й Никольской улицы к улице Передний Боровок и к Княгинину монастырю.

## История
Историческое название улицы — Шишова, по имени местного домовладельца мещанина Фёдора Шишова (его дом стоял на месте современного дома № 5). Улица проходила от городской рыночной площади к Княгинину монастырю.
Современное название дано по постановлению президиума Владимирского городского совета № 9 от 07.04.1930 года в честь создателя Советского государства Владимира Ильича Ленина (1870—1924).
24 июня 2021 года в д. 8 на улице Ильича был открыт новый «Музей непридуманных историй» (проект Татьяны Пикуновой).
18 сентября 1991 года на 14 сессии Владимирского городского Совета народных депутатов была утверждена Программа топонимической реставрации города Владимир, в том числе список улиц, чьи исторические названия подлежат восстановлению, улица Ильича в их числе.

## Достопримечательности
Комсомольский сквер
д. 4 — Дом Философова, гончарная школа «Колокол»
д. 8 — Музей непридуманных историй
д. 8А — Винный подвальчик «у Ильича»

## Известные жители
д. 5 — краевед и библиограф Леонид Семёнович Богданов (1893—1973)